# Dia Internacional de la Música
El Dia Internacional de la Música se celebra l'1 d'octubre, data en què la Unesco el va establir en 1975. L'objectiu, a través d'una proposta del director d'orquestra Yehudi Menuhin, era commemorar les diverses manifestacions de la música i la seva transcendència a nivell internacional.
Una altra proposta de celebració a nivell internacional és el Dia de la Música (anomenat Fête de la Músique originalment a França).